# Mislodežda
Mislodežda (mazedonisch Мислодежда; albanisch definit Misllodezhda, indefinit Misllodezhdë) ist ein Straßendorf im nordöstlichen Teil der Gemeinde Struga in der Region Südwesten in Nordmazedonien.

## Bevölkerung
2021 zählte Mislodežda 428 Einwohner. 407 waren muslimische gegische Albaner, 21 gehörten anderen Ethnien an.